# エフエムわっかない
株式会社エフエムわっかない（エフエムわっかない）は、北海道稚内市、利尻郡利尻町の全域及び利尻郡利尻富士町、礼文郡礼文町の各一部地域を放送区域として超短波放送（FM放送）を営む特定地上基幹放送事業者である。
FMわっぴ〜の愛称でコミュニティ放送を行っている。

## 概要
日本最北端の放送局である。

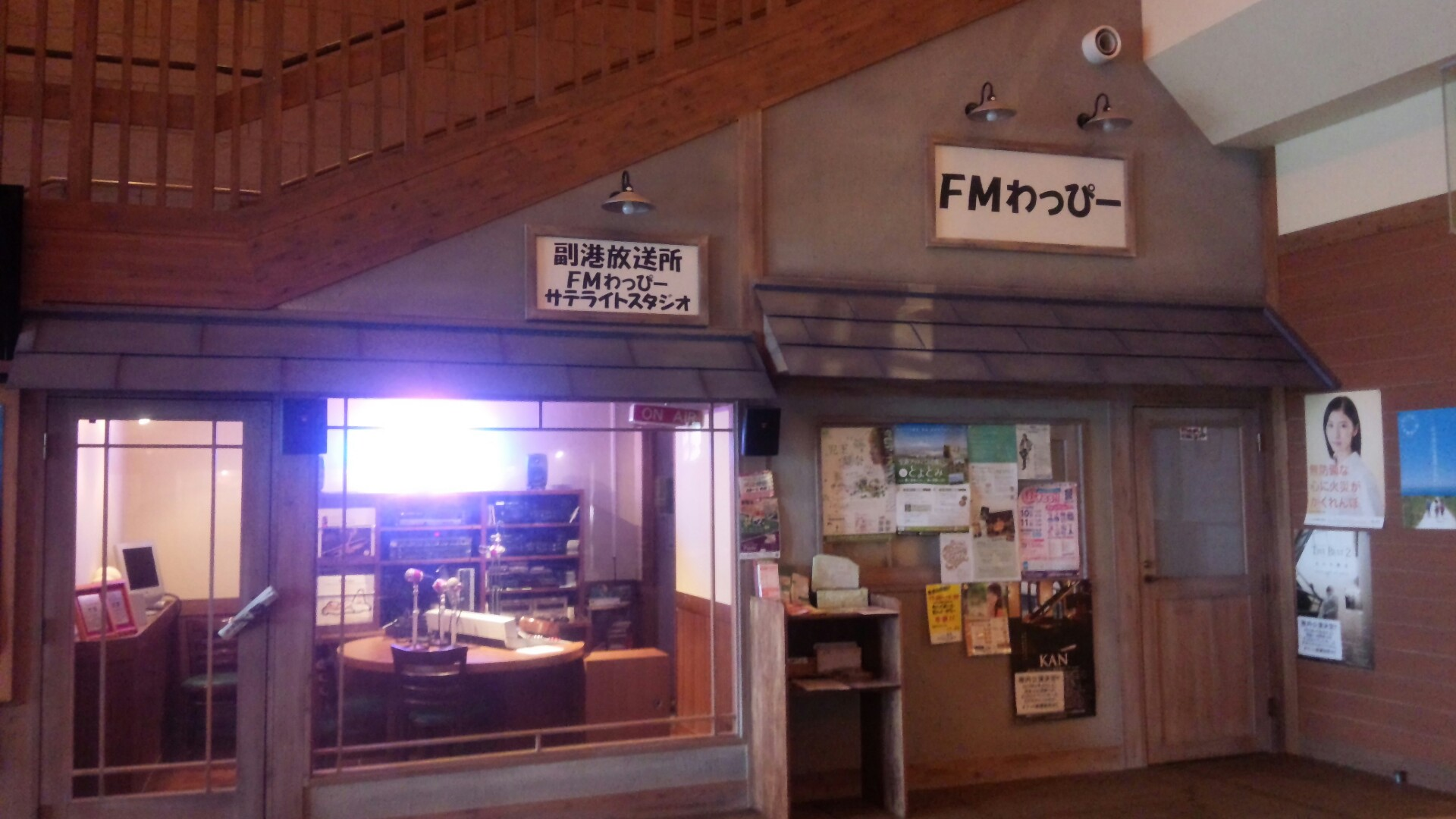
エフエムわっかない演奏所（副港市場内サテライトスタジオ）

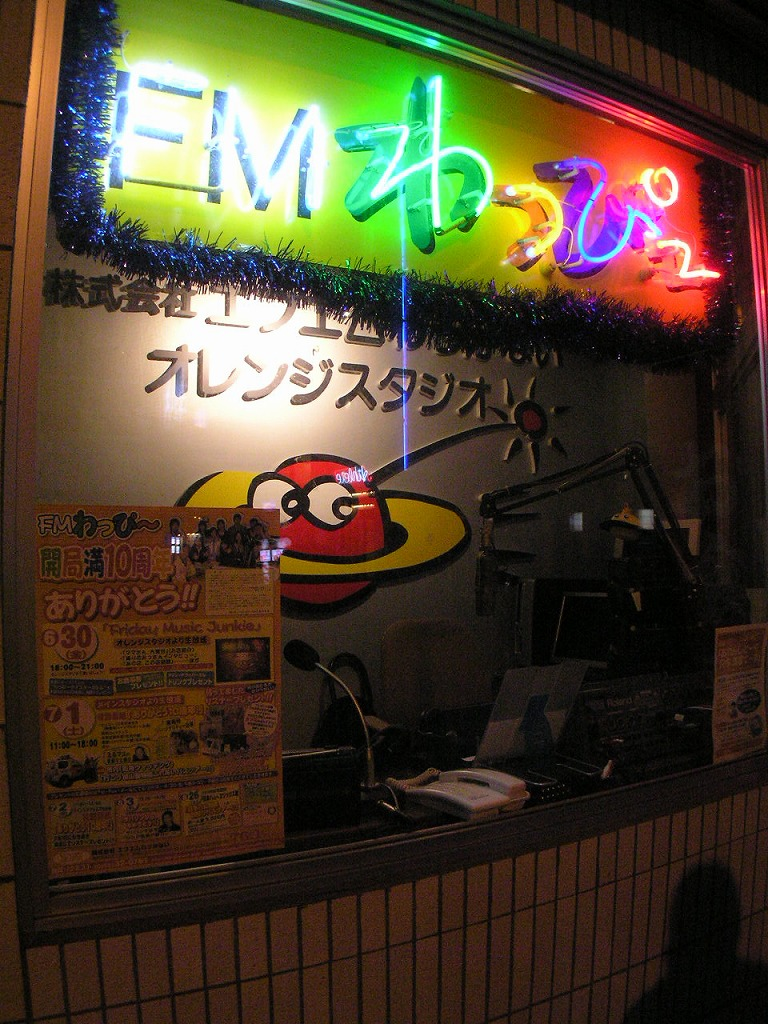
エフエムわっかない オレンジスタジオ（現在は廃止）

愛称の由来は稚内と輪っかの「わっ」と「ぴ」はpeace、peopleの「ぴ」からできている。この愛称は一般公募により決定した。
スタジオ（演奏所）と本社は、末広の国境ビルにあったが、防災（津波）対策として富岡の稚内市生涯学習総合支援センター（愛称：風～るわっかない）内に移転
した。他にサテライトスタジオが稚内副港市場内にある。
サポートスタッフ（わっぴ〜クラブ）による自主制作番組が数多く放送されており、地元密着型の放送を展開している。
インターネット配信はSimulRadioによる。スマートフォン用アプリケーションFM聴もある。
稚内市周辺はエフエム北海道（AIR-G'）の放送エリア外のため、過去に同局が制作した「のりゆきの近未来経済研究所」をネットしたことがある。

## 沿革
- 1996年（平成8年）
  - 3月7日 - 株式会社エフエムわっかない設立
  - 6月26日 - 放送局（現特定地上基幹放送局）の免許取得[5]、空中線電力は10Wで放送区域は稚内市内の一部
  - 7月1日 - 開局
- 1999年（平成11年）11月1日 - 空中線電力を20Wに増力[6]、放送区域は拡大するも稚内市内に留まる。
- 2011年（平成23年）4月1日 - SimulRadioに参加、前日の3月31日には試験放送として生放送番組に限りストリーミング配信を実施
- 2012年（平成24年）3月 - 空中線電力を50Wに増力、放送区域は稚内市の一部以外に礼文町及び利尻富士町の各一部まで拡大[7]
  - コミュニティ放送の空中線電力は、告示基幹放送普及計画第1項第1号に原則として20Wと規定されており、聴取範囲拡大や難聴取地域対策は中継局の増設によることとされている。しかし、稚内市の面積が広大なことから、市全域に放送を行うためには相当数の置局が必要となり、高額な経費がかかるため、かねてから特例による増力を総務省に陳情していた[8]。コミュニティ放送局で20Wを超える出力が許可されたのは、全国初である。
- 2017年（平成29年）
  - 11月4日 - 利尻中継局完成記念特別番組を利尻町から生放送[9]
  - 12月14日 - 利尻中継局の免許取得、放送区域は利尻町の一部[7]
    - コミュニティ放送は、原則として一市町村の一部地域を対象として免許されるものであるが、隣接する区域がコミュニティとしての一体性が認められる場合には、その区域を併せることができる[10]とされており、稚内市と利尻町の地域的一体性、住民のコミュニティとしての一体性が認められたことによる。
- 2018年（平成30年）
  - 2月27日 - FM聴配布開始[11]
  - 4月9日 - 本社とスタジオが移転し、新スタジオから本放送開始[12]
  - 4月14日 - 新スタジオ見学会を兼ね、特別番組「みんな集まれDonDon土曜日」を生放送[13]
  - 10月16日 - 仙法志中継局の免許取得、これにより利尻町全域でFMわっぴ〜の放送が聴取可能となる[2]。
- 2019年（平成31年）
  - 2月15日 - 難聴取地域だった宗谷岬、東浦両地区の免許を取得。これにより稚内市全域でFMわっぴ〜の放送が聴取可能となる[報道 1][3]。

## 送信所
| 送信所                                                   | 空中線電力 | 設置場所                                                |
| -------------------------------------------------------- | ---------- | ------------------------------------------------------- |
| 親局                                                     | 50W        | 稚内市ヤムワッカナイ（稚内市開基百年記念塔）            |
| 宗谷岬中継局                                             | 1W         | 稚内市大字宗谷村字宗谷岬（ゲストハウスアルメリア付近）  |
| 東浦中継局                                               | 1W         | 稚内市大字宗谷村字東浦（国道238号東浦ゲートカメラ付近） |
| 利尻中継局                                               | 1W         | 利尻町                                                  |
| 仙法志中継局                                             | 1W         | 利尻町                                                  |
| - 親局のコールサインはJOZZ1AH-FM - 周波数はすべて76.1MHz |            |                                                         |

## 主な番組
基本24時間放送。ただし自社製作番組・外部製作番組以外の時間帯はミュージックバードの番組を放送。
自社製作番組
※太字は生放送
- 歌謡航路（月曜 - 金曜 4:00 - 7:30、 土曜・日曜 4:00 - 7:00）
- 川島玄起のおはよう最北端（月曜 - 金曜 7:30 - 9:30）
- わっぴ～最北チャンネル（水曜を除く月曜 - 金曜 11:00 - 14:00）
- Swing Beat Jam（月曜 - 金曜 16:00 - 17:30） - 副港スタジオから生放送
- イブニングタイムズ（月曜 - 金曜 17:30 - 18:00）
- デジたる?!（水曜 18:00 - 19:00） - 稚内北星学園大学新館2階スタジオから生放送
- 島においでよ!!（毎月第1・2木曜 14:00 - 14:30） - 第1木曜は利尻から、第2木曜は礼文から生放送
- 寄ろう!寄ろう! イオンへGO!!（金曜 11:00 - 12:00）
- 元気ハツラツわっかない（金曜 14:00 - 14:30） - 第3金曜は緊急告知防災ラジオの定期割り込み放送も
- フライデーばっふらNight（毎月最終金曜 20:00 - 22:00） - 副港スタジオから生放送
- おはよう宗谷761（土曜・日曜 8:00 - 9:00）
- ぐるっとお出かけdondon土曜日（土曜 9:00 - 13:00）
- 気ままにサンデー（日曜 11:00 - 12:30）

外部製作番組
- よしもとホッカモリ（木曜 18:00 - 19:00）
- 大山慎介の「復活」北海道（土曜 16:00 - 17:00、火曜 18:00 - 19:00〔再〕） - FMびゅー製作

## 緊急告知防災ラジオ
稚内市は、2013年（平成25年）から緊急告知防災ラジオ（緊急告知FMラジオ）を全世帯に無償貸与している。
FMわっぴ〜以外にNHK-FM旭川、NHK第1放送、NHK第2放送、HBCラジオ、STVラジオも受信できる。

### 報道資料
1. 1 2 3  日刊宗谷 2019年2月17日付1面「FMラジオ本放送を開始 宗谷岬、東浦地区」